# Vertepunt

Vertepunt (FP) bij verschillende oogafwijkingen
PS = normaal zicht, H = verziendheid, M = bijziendheid, P = oudziendheid;
EL = ooglens, CL = correctielens (bril);
FP = vertepunt, NP = nabijheidspunt, NP_{corr} = nabijheidspunt na correctie;
rood = veraf, blauw = dichtbij; getrokken = ongecorrigeerd, gestippeld = gecorrigeerd.

Onder het vertepunt of punctum remotum van het menselijk oog wordt verstaan het verstgelegen punt op de oogas waar men zonder bril en zonder moeite nog scherp kan zien.
Bij ideale ogen ligt dit punt op oneindig (PS in nevenstaande afbeelding). Ligt het dichterbij, dan is men bijziend (myoop; situatie M in nevenstaande afbeelding). Ligt het „voorbij oneindig” – dat wil zeggen dat het achter de persoon ligt – is men verziend (hypermetroop; H in nevenstaande afbeelding).
Ouderdomsverziendheid (presbyopie, zie P in nevenstaande afbeelding) heeft alleen met het nabijheidspunt te maken, niet met het vertepunt.